# 野依台
野依台（のよりだい）は、愛知県豊橋市の地名。

## 地理

### 池沼
- 上藤ヶ谷上池

## 歴史

### 人口の変遷
国勢調査による人口および世帯数の推移。
| 1995年（平成7年）  | 879世帯 2520人  |  |
| 2000年（平成12年） | 1074世帯 3074人 |  |
| 2005年（平成17年） | 1166世帯 3179人 |  |
| 2010年（平成22年） | 1317世帯 3557人 |  |
| 2015年（平成27年） | 1532世帯 3564人 |  |
| 2020年（令和2年）  | 1282世帯 2990人 |  |

## 施設
- 野依台第一公園
- 野依台西山公園
- 野依台1集会所
- 野依台中央公園
- 野依台処理場
- 野依台第二公園
- 野依台墓地
- 野依台第三公園
- 野依台第四公園
- 野依台第五公園
- 野依台社宅集会所
- 野依台上藤ヶ谷公園

### WEB
1. ↑  “愛知県豊橋市の町丁・字一覧”.   人口統計ラボ. 2023年4月13日閲覧。
2. 1 2  総務省統計局 (2022年2月10日). “令和2年国勢調査の調査結果(e-Stat) - 男女別人口，外国人人口及び世帯数－町丁・字等” (CSV). 2023年8月2日閲覧。
3. ↑  “愛知県豊橋市の郵便番号一覧”.   日本郵便. 2023年4月13日閲覧。
4. ↑  “市外局番の一覧” (PDF).   総務省 (2022年3月1日). 2022年3月22日閲覧。
5. ↑  総務省統計局 (2014年3月28日). “平成7年国勢調査の調査結果(e-Stat) - 男女別人口及び世帯数 －町丁・字等” (CSV). 2021年7月20日閲覧。
6. ↑  総務省統計局 (2014年5月30日). “平成12年国勢調査の調査結果(e-Stat) - 男女別人口及び世帯数 －町丁・字等” (CSV). 2021年7月20日閲覧。
7. ↑  総務省統計局 (2014年6月27日). “平成17年国勢調査の調査結果(e-Stat) - 男女別人口及び世帯数 －町丁・字等” (CSV). 2021年7月21日閲覧。
8. ↑  総務省統計局 (2012年1月20日). “平成22年国勢調査の調査結果(e-Stat) - 男女別人口及び世帯数 －町丁・字等” (CSV). 2021年7月21日閲覧。
9. ↑  総務省統計局 (2017年1月27日). “平成27年国勢調査の調査結果(e-Stat) - 男女別人口及び世帯数 －町丁・字等” (CSV). 2021年7月21日閲覧。